# Новостройка (Омутинський район)
Новостро́йка (рос. Новостройка) — присілок у складі Омутинського району Тюменської області, Росія.
Населення — 108 осіб (2010, 127 у 2002).
Національний склад станом на 2002 рік:
- росіяни — 87 %